# 团庄遗址
团庄遗址，位于中国甘肃省永登县，为一个省级文物保护单位，类型为古遗址。
团庄遗址的历史年代为新石器时代。